# Knoedler
Knoedler est un ancien marchand d'art américain, fondé à New York en 1848 et fermé en 2011, à la suite d'une action en justice. Longtemps l'une des plus anciennes galeries de sa profession, elle a représenté et exposé parmi les artistes modernes les plus importants de l'histoire de l'art occidental.

## Histoire

### Goupil &Cie
En février 1848, l'important marchand d'art parisien Adolphe Goupil ouvre une filiale de Goupil, Vibert & Cie à Manhattan. Adolphe, qui devait témoigner plus tard qu'« avant 1848, l'exportation d'estampes aux États-Unis était quasi inexistante, et l'exportation de peintures n'existait pas », charge son associé, Théodore Vibert (1813-1850), de négocier les lieux et les conditions : l'adresse est 289 Broadway et le premier directeur est un jeune émigré allemand, William Schaus (1821-1892) qui avait aidé Vibert dès 1847 à analyser la situation new-yorkaise : seules trois galeries existaient, mais manquant d'ouverture aux nouvelles tendances européennes. Le loyer du local est de 2 500 dollars par an. Il s'agit d'abord de ventes en gros d'estampes et de matériels pour les artistes. Les deux premières années, les ventes, de 40 000 dollars en moyenne, compensent juste les frais d'importation depuis la France mais sont en forte croissance. À la mort de Vibert, Adolphe s'associe au Français Alfred Mainguet qui déplore la gestion de Schaus et le pousse à la démission ; ce dernier ouvre ensuite une autre galerie à Manhattan. En 1852, Michel Knoedler (1823-1878), employé à Paris depuis 1844, prend en charge la gérance de la filiale new-yorkaise. Michel (devenu Michael), né près de Gaildorf, est originaire du royaume de Wurtemberg. En 1856, Mainguet quitte Goupil, ce qui oblige celui-ci à restructurer sa société. Il propose à Knoedler, associé à deux autres partenaires (Kroll et Muston), de racheter les parts de Mainguet et de les investir dans la filiale américaine. Knoedler refuse et propose de racheter toute la filiale pour 300 000 francs-or : le contrat est signé à Paris le 23 mars 1857 et la raison sociale de la galerie new-yorkaise devient « Goupil & Co., M. Knoedler Successor ».

### M. Knoedler & Co.

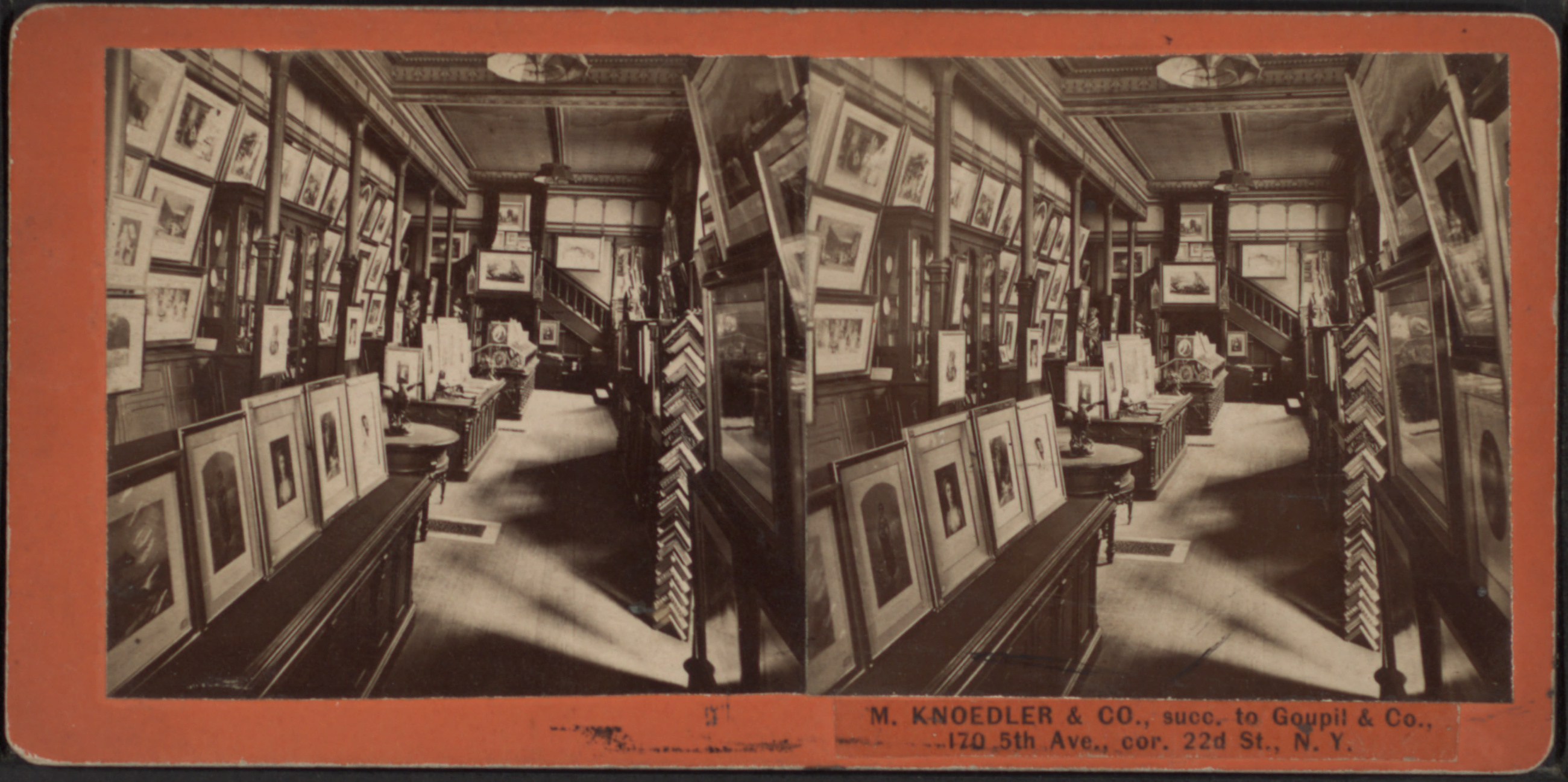
Vue d'intérieur de Knoedler Gallery en stéréoscopie (1863).

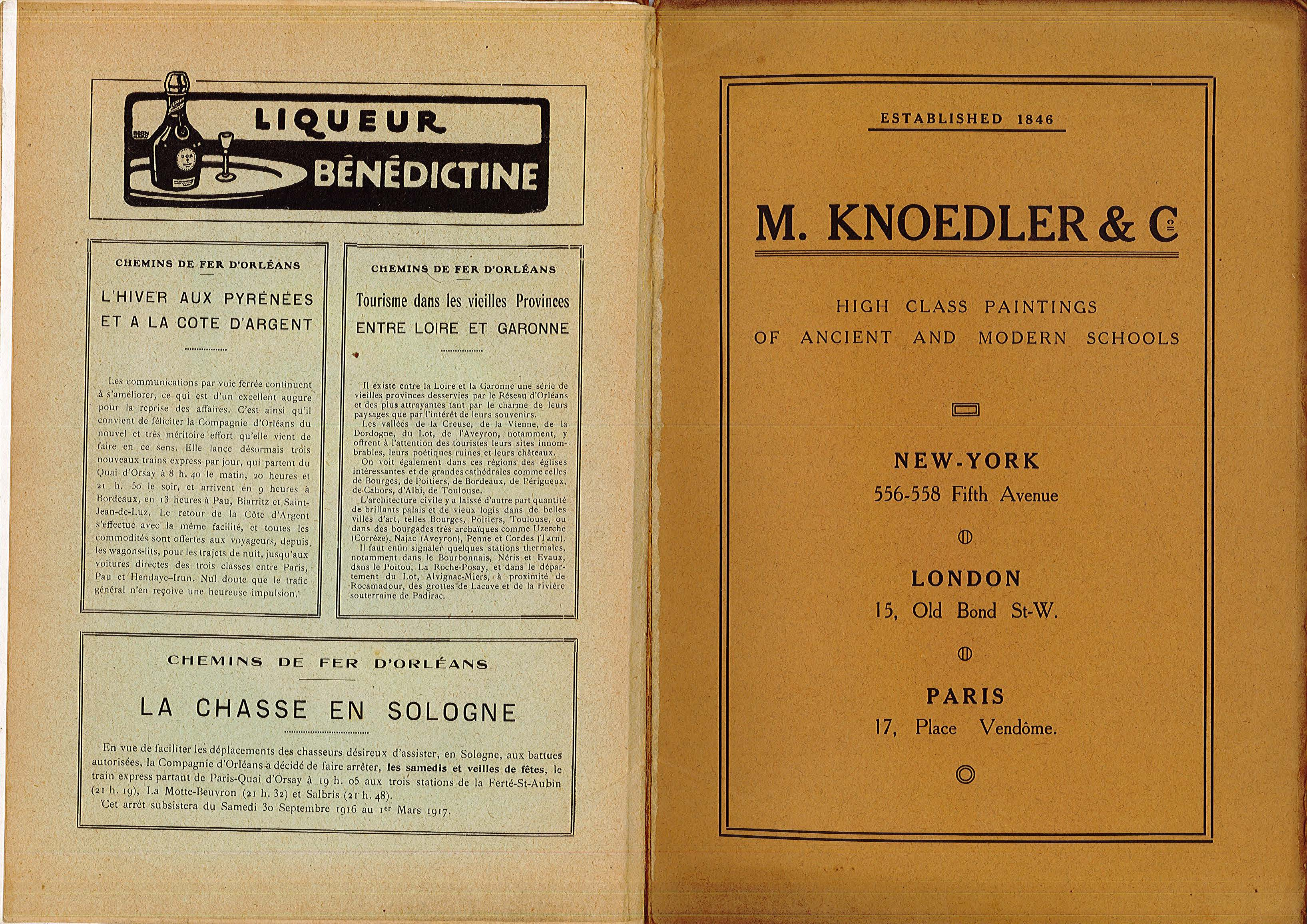
Publicité (à droite) parue dans L'Art et les Artistes (novembre 1916).

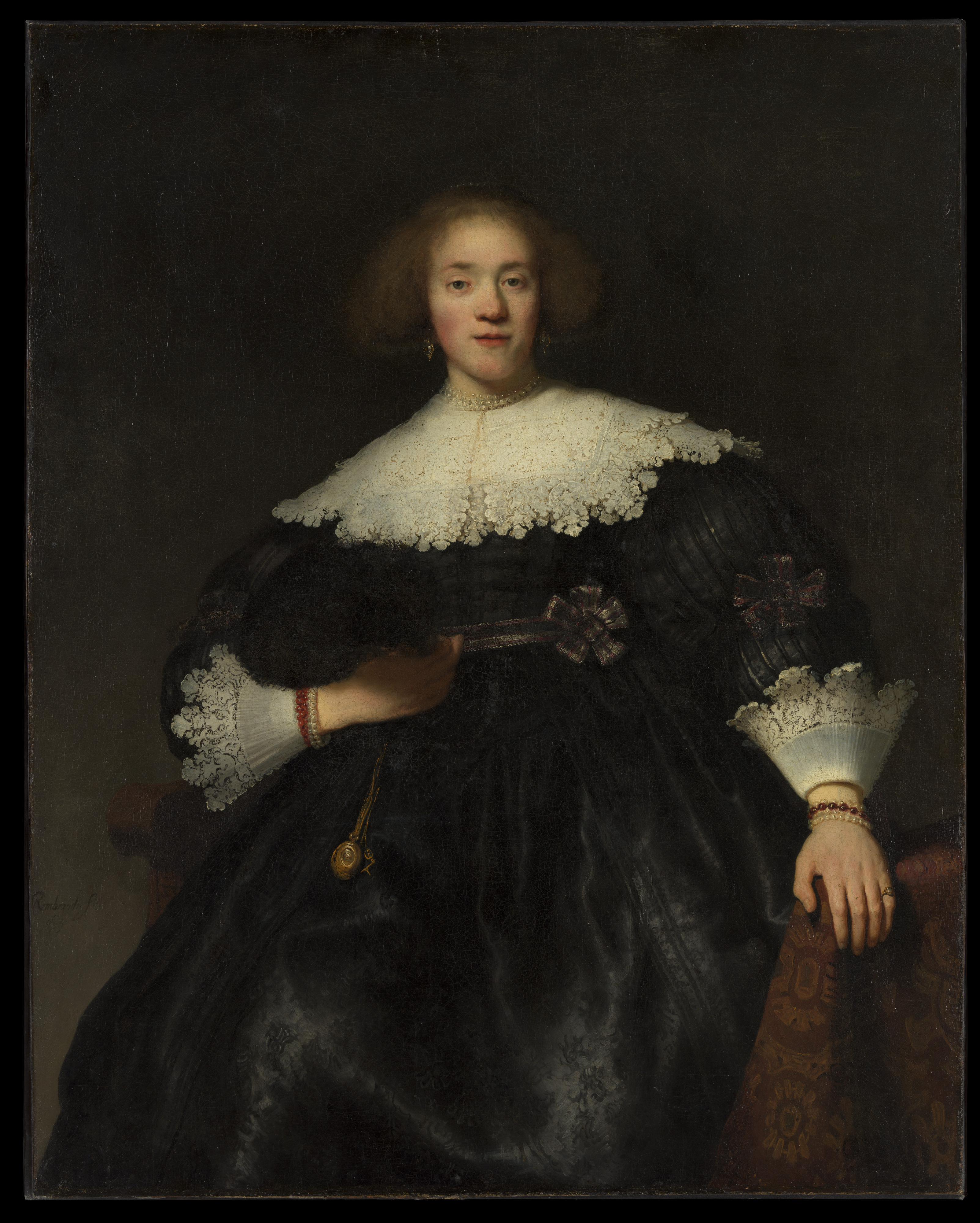
Portrait d'une jeune fille à l'éventail (1633) de Rembrandt, vendue en 1928, aujourd'hui au MET (New York).

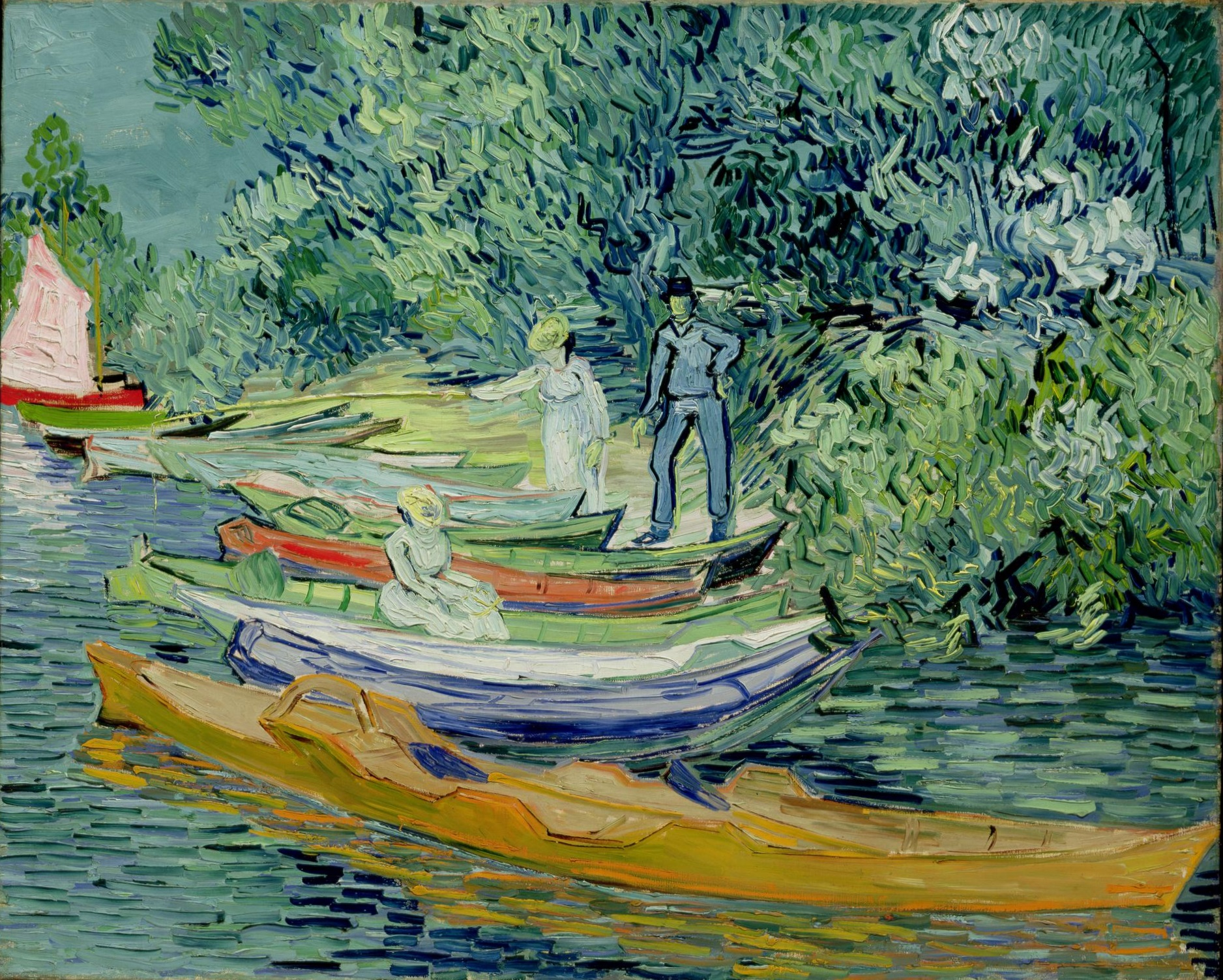
Rive de l'Oise à Auvers (1890) par Vincent van Gogh, vendue en 1935 à Robert H. Tannahill (Detroit Institute of Arts).

Knoedler et Goupil restèrent en affaire au moins jusqu'en 1919. Le contrat précisait en effet que Goupil continuerait, à ses frais, à exporter vers New York des estampes et des toiles, le produit de la vente devant être bien entendu partagé. En 1863, Knoedler a remboursé totalement Goupil de l'achat du fonds. En 1881, le pic de ventes est atteint pour New York, avec plus d'un million de francs de chiffre d'affaires.
En 1878, Roland Knoedler (1856–1932), assisté de ses frères Edmond et Charles, reprennent les activités de leur père. Aiguillés par le marchand d'art et expert Charles Carstairs (en) (1865-1928), ils ouvrent trois autres galeries à Pittsburgh (1897), Londres (1908) et Paris (1895), tout en se spécialisant dans les toiles de maîtres anciens, que Carstairs commence à vendre à de riches industriels de Pittsburgh. Les locaux new-yorkais s'établissent à l'angle de la Cinquième Avenue et de 34th Street. Carstairs promeut Rembrandt (alors quasi oublié), puis l'école anglaise de peinture (XVIIIe siècle). Pour cela, il entre en négociation avec la galerie londonienne Colnaghi, alors conseillée par Bernard Berenson, qui fut entre autres le promoteur des toiles de maîtres européens du Siècle d'or hollandais. En 1911, le siège new-yorkais devient le 556 Cinquième Avenue en un nouveau bâtiment conçu par l'agence Carrère and Hastings (en), qui construira en 1925 un nouveau siège, toujours plus grand, cette fois au 14 East 57th Street, près de Madison Avenue.
La réputation internationale de Roland Knoedler est telle qu'après 1917, lui et son neveu Roland Balaÿ sont chargés secrètement par le gouvernement de l'Union soviétique de vendre une partie des toiles du musée de l'Ermitage, en association avec la galerie londonienne Colnaghi et le galeriste berlinois Francis Matthiesen. Cette vente sera contestée par le gouvernement russe après 1992.
En 1928, Roland se retire des affaires et transmet les commandes à son neveu, Charles Henschel, associé au fils de Charles Carstairs, Carroll (1878-1948). Henschel meurt en 1956, et E. Coe Kerr et Roland Balaÿ prennent la direction de la galerie. En 1971, l'ensemble des actifs est vendu à un industriel et collectionneur, Armand Hammer, pour la somme de 2,5 millions de dollars. En 1976, le dernier membre de la famille Knoedler se retire du conseil d'administration.
La galerie opère à ce moment-là un virage et se consacre à l'art contemporain. Après la mort de Hammer en 1990, son petit-fils, Michael Armand Hammer continue de gérer Knoedler, jusqu'à la fermeture en 2011. La dernière adresse était le 19 East 70th Street, un immeuble style néo-Renaissance, emménagé en 1970.

### Knoedler et les spoliations nazies
Knoedler est liée à plusieurs affaires de restitution de biens artistiques spoliés par le régime nazi, notamment une toile d'Henri Matisse confisquée en 1941 à la famille du galeriste français Paul Rosenberg et que Knoedler acheta en 1954 et qui fut en 1996 donnée au musée de Seattle par Virginia et Prentice Bloedel ; une autre affaire concerne une toile du Greco, confisquée par les nazis en 1944, Portrait d'un gentilhomme, acquise par Knoedler en 1952 auprès du marchand viennois Frederick Mont, dont les liens avec la Gestapo furent plus tard établis avec certitude par l'experte en spoliations, Anne Webber. La plupart des toiles ont été restituées aux descendants des propriétaires légitimes, mais après de longues procédures.

### Scandale et fraudes: la fermeture
Cette affaire est l'un des plus gros scandales de l'histoire des galeries d'art contemporain. En 2009, il est établi que Knoedler, sous la présidence d'Ann Freedman (démissionnaire cette année-là), a revendu, depuis 1994, de nombreuses fausses toiles de Robert Motherwell, Jackson Pollock et Mark Rothko, entre autres. Le montant de l'escroquerie s'élève à 80,4 millions de dollars. Freedman rachetait les faux à la galeriste Glafira Rosales, qui elle-même les faisait fabriquer par le peintre-faussaire chinois Pei-Shen Quian, lequel s'est depuis enfui en Chine. Le 28 novembre 2011, Knoedler annonce qu'elle ferme définitivement. En 2012, l'enquête diligentée par le FBI révèle qu'au moins une douzaine de fausses toiles seraient concernées. En 2013, arrêtée, Glafira Rosales plaide coupable et est finalement condamnée à quelques mois de prison ; ses complices, dont son compagnon, se réfugient en Espagne,. Durant l'enquête, le rôle de l'International Foundation for Art Research a été déterminant afin de prouver scientifiquement que les toiles étaient des faux. Ann Freedman n'a pas été condamnée, elle soutient de sa bonne foi et travaille actuellement dans une galerie d'art. Seuls deux acheteurs ont poussé au procès, lesquels se sont conclus à chaque fois par un arrangement financier entre les parties.

#### Des fausses toiles
Parmi les transactions frauduleuses les plus élevées, on peut mentionner :
- 2003 : Untitled, toile attribuée à Jackson Pollock, vendue 2 millions de dollars à Goldman Sachs ;
- 2004 : Untitled 1956, toile attribuée à Mark Rothko, vendue 8,3 millions de dollars à l'homme d'affaires italien Domenico De Sole (Gucci) ;
- 2007 : une toile attribuée à Willem de Kooning est vendue 4 millions de dollars à John D. Howard, président du fonds Irving Place Capital ;
- Novembre 2011 : Untitled 1950, toile attribuée à Jackson Pollock, vendue 17 millions de dollars au trader belge Pierre Lagrange.

### Archives
L'ensemble des archives de la galerie sur la période 1850-1971 a été racheté par le Getty Research Institute en 2012 qui les a numérisées.